# Bus und Service
Die Bus und Service AG (ehemals Stadtbus Chur AG) mit Hauptsitz in Chur ist ein Bündner Busunternehmen im Freizeit- und Pendlerverkehr. Sie betreibt mit Chur Bus und Engadin Bus zwei Busunternehmen in Graubünden und übernimmt die Feinverteilung des öffentlichen Verkehrs in der Stadt Chur und Umgebung sowie im Oberengadin. Seit Sommer 2018 verbindet zudem der Flugbus in den Randzeiten die Südostschweiz mit dem Flughafen Zürich. Die rund 167 Mitarbeitenden und insgesamt 47 Fahrzeuge im Linienverkehr der Bus und Service AG (kurz BuS AG) transportieren in Graubünden jährlich über 9 Millionen Fahrgäste.

## Meilensteine seit 1995

Chur Bus

Engadin Bus

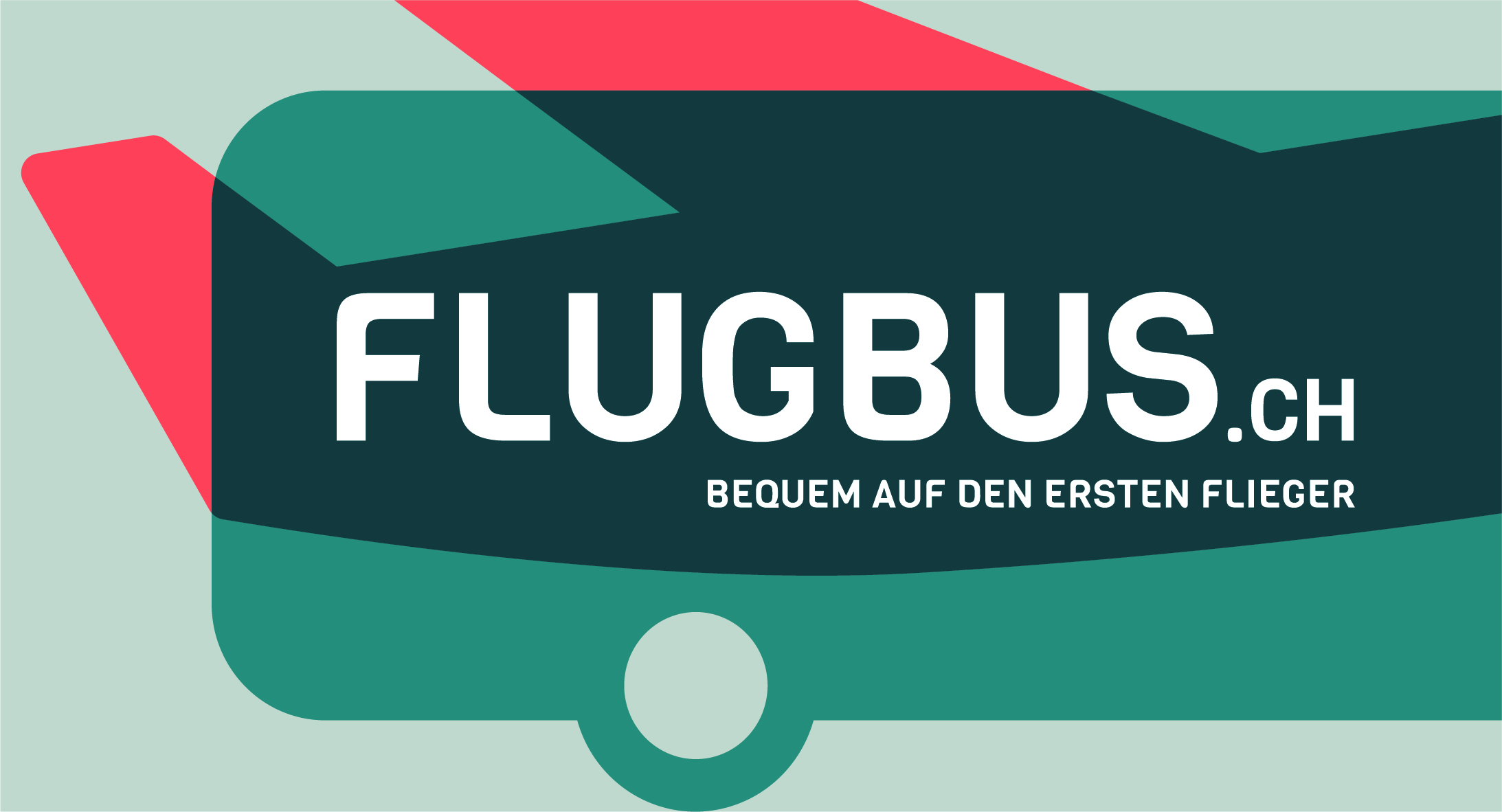
Flugbus.ch

| Jahr | Meilenstein |
| ---- | --- |
| 1995 | Im August 1995 beschliesst der Gemeinderat Chur, die bisherige Verwaltungsabteilung in eine Aktiengesellschaft umzuwandeln. Die Stadtbus Chur AG (SBC AG) wird am 13. Oktober 1995 gegründet. |
| 1996 | Der operative Betrieb wird am 1. Januar 1996 aufgenommen. Auf dem Busnetz in Chur sind die Busse erstmals im Taktfahrplan unterwegs. Das Unternehmen erhält ein neues Erscheinungsbild mit der Einführung von dr Bus vu Chur. |
| 1997 | Als erste Schweizer Transportunternehmung führt die SBC AG das berührungslose Ticketing (ChipCard) ein. Die ersten zehn Vollniederflur-Busse verkehren in Chur. Die Stadtbus Chur AG kauft die Buseinstellhalle im Kalchbühl. |
| 1998 | Alle Busse sind mit Computer-System für die Innenanzeige/-ansage ausgerüstet. Die SBC AG fährt neu die Nachtbusse nach Trimmis/Untervaz/Malans/Maienfeld. Die Einführung einer Tangentiallinie wird geprüft. |
| 1999 | Die SBC AG gewinnt die Ausschreibung für den Busbetrieb im Oberengadin. Der Betrieb wird am 22. November aufgenommen. Die Tarifgemeinschaft TransReno wird im Churer Rheintal eingeführt. |
| 2000 | Für das neue Fahrgastinformationssystem werden Flachbildschirme in die Busse eingebaut. Die Fahrgäste können über Verspätungen informiert werden. Der Umsatz steigt dank Engadin Bus von CHF 7 auf 15 Millionen. |
| 2001 | Die ersten Gelenkbusse werden beschafft und in Betrieb genommen. |
| 2002 | Das Leitsystem «POIS» wird in Betrieb genommen. Die SBC AG etabliert eine Marketingplattform für öV-Werbung. |
| 2003 | Eine Kapitalerhöhung und eine Ausgabe von Aktien an Gemeinden im Bündner Rheintal und im Kreis Oberengadin wurde durchgeführt. Der Vertrag im Oberengadin wird verlängert. In St. Moritz findet die Alpine Ski-WM statt. |
| 2004 | Bei Engadin Bus findet ein Pilotprojekt für das Ticketing mit der EngadinCard statt. |
| 2005 | An wichtigen Haltestellen in Chur wird die Fahrplananzeige i-Qube installiert. Im Engadin übernimmt Engadin Bus die Werkstatt von PostAuto. |
| 2006 | Der neu umgebaute Bahnhof Chur wird in Betrieb genommen. Dr Bus vu Chur erhält neue Busperrons. Gemeinsam mit RhB und Chur Tourismus werden die neuen Verkaufsräume im Bahnhof Chur bezogen. |
| 2007 | Der integrale Tarifverbund (ITV) des öffentlichen Verkehrs wird im Oberengadin eingeführt. Fahrpläne können neu über das Handy per WAP-Fahrplanauskunft angefragt werden. |
| 2008 | Im Engadin findet ein schwerer Unfall mit einem Sattelschlepper statt. Im gleichen Jahr brennen zwei Solaris-Busse. Der Motorraum der Solaris-Busflotte wird anschliessend beim Hersteller feuerfest umgebaut. Der Betriebsvertrag Oberengadin wird bis 2014 verlängert. |
| 2009 | An der Kreuzung Sommerau wird ein Signal für eine ÖV-Bevorzugung installiert. Am Wochenende fahren zusätzliche Nachtbusse um 3.15 Uhr. Im Engadin wird ein Gratisbus für das Oberengadin geprüft. |
| 2010 | Die Fahrplananzeige i-Qube wird auch im Engadin installiert. In Chur wird eine Nachtfahrgruppe geschaffen. Die Unternehmung bildet mit dem Partner Login erstmals zwei KV-Lernende aus. |
| 2011 | Der Betriebsvertrag Oberengadin wird bis 2020 verlängert. Die SBC AG beschafft Busse mit neuen Antriebstechnologien (Hybrid und Elektro). Die Mitarbeitenden erhalten separate Zulagen für Sonntags- und Nachtarbeit, bisher waren diese im Lohn inbegriffen. |
| 2012 | Im Tarifverbund engadin mobil findet eine Strukturerhebung statt. Für den Feiertagsverkehr in Chur am 1. November wird ein Shuttle-Busbetrieb getestet. |
| 2013 | In der Masanserstrasse bekommt dr Bus vu Chur eine Busspur. Die Gültigkeit des Stadtabos Chur wird bis Felsberg ausgeweitet. Die Kantonsstrasse Richtung Domat/Ems wird durch eine Rüfe überflutet, dadurch muss die Emserstrasse zwölf Tage via Waffenplatz – Felsberg umfahren und der Fahrplan angepasst werden. |
| 2014 | Mit dem Sozialpartner SEV Gewerkschaft werden Verhandlungen zum ersten Firmenarbeitsvertrag geführt. Der Kreisrat Oberengadin streicht aus Kostengründen die Linie 5 auf den Fahrplanwechsel 15/16. |
| 2015 | Der Firmenarbeitsvertrag wird per 1. Januar eingeführt. In Chur wird die obere Bahnhofstrasse verkehrsfrei, und alle Buslinien werden angepasst. Der Verwaltungsrat erarbeitet die Strategie 2020. Die Ausschreibung der Geschäftsführung engadin mobil wird gewonnen und wird weitergeführt. |
| 2016 | Das Betriebsleitsystem POIS wurde durch das neue Leitsystem RBL/ITT ersetzt. Das neue System liefert Informationen über Standort und Abfahrtszeit in Echtzeit. Nachdem das System beim Bus vu Chur erfolgreich eingeführt wurde, fahren nun auch die Busse im Engadin mit dem neuen Leitsystem. |
| 2017 | Mit der FAIRTIQ wurde die einfachste Fahrkarte der Schweiz im Markt Engadin und im Stadtgebiet Chur eingeführt. Dank der neuen öV-Live Fahrplan-App erhalten die Kunden rund um die Uhr Echtzeitdaten zur Abfahrt der nächsten Busse. Der Chur Bus wie auch der Engadin Bus sind neu auf Social Media präsent. Zur internen Prozessoptimierung arbeiten alle Mitarbeiter mit einem öV-Tablet. |
| 2018 | Die neue Markenstrategie rückt die Produkte Chur Bus und Engadin Bus in den Vordergrund. Die „Stadtbus Chur AG“ wird in die „Bus und Service AG“ umgewandelt. Als neue Dienstleistung wird eine Früh- und Spätverbindung zwischen Chur und Zürich Flughafen getestet – der Flugbus |
| 2019 | Der Kundendienst vom Engadin Bus wird zum Bahnhof St. Moritz verlegt. In Chur bezieht die Bus und Service AG neue Büros an der Comercialstrasse 20. Die Verkaufsstellen führen das neue Beratungs- und Verkaufssystem CASA der SBB ein und sind so in der Lage, Abos (auf dem SwissPass) und Tickets für schweizweite Reisen zu verkaufen. Beim Fahrdienst wird der Energiesparassistent und Fahrstil-Trainer RIBAS in Betrieb genommen. |
| 2020 | Ab 1. Januar 2020 gehört Maladers zur Stadt Chur, die Gültigkeit der Bus Abos wird entsprechend ausgeweitet. Gleichzeitig schränkt die Corona-Virus-Pandemie die Mobilität in der Gesellschaft massiv eingeschränkt. Die Fahrgastzahlen brechen ein, im Churer Pendelverkehr stärker als im Engadin, wo die Sommersaison stattfinden kann. Die Flotte der Bus und Service AG (BuS AG) wird mit fünf neuen Mildhybrid-Bussen des Herstellers MAN erneuert. Drei davon werden bei Chur Bus, zwei bei Engadin Bus eingesetzt. Chur Bus tritt mit neuem Logo und neuer Beschriftung auf. |
| 2021 | Aus den ehemaligen Verkehrsbetrieben der Stadt Chur wurde im Jahr 1995 die Stadtbus Chur AG gegründet. Am 1. Januar 1996 nahm die Unternehmung anschliessend erstmals operativ fahrt auf, zunächst mit dem „Bus vu Chur“. Seither hat sich Vieles getan und in diesen Monaten – viele Jahre und eine Umfirmierung später – feiert der Chur Bus bzw. die Bus und Service AG ihr 25-jähriges Bestehen. Am 1. Januar 2021 fusionierte Haldenstein mit der Stadt Chur. Die Stadtzone wird entsprechend ausgeweitet.                                                                      |
| 2022 | Seit Anfang Februar steht bei der Bus und Service AG der schweizweit erste zugelassene 12m Elektro-Bus der Firma MAN im Einsatz. Geplant ist eine Testphase von über einem Jahr, in dem der E-Bus in beiden Betrieben (Chur Bus und Engadin Bus) der Unternehmung im normalen Linienverkehr getestet wird. Auch in diesem Jahr begrüsst die Bus und Service AG vier neue Busse in ihrer Flotte. Mit dieser Lieferung sind fast ein Drittel unserer Busse mit der umweltfreundlichen Mild-Hybrid-Technologie unterwegs.                                                               |
| 2023 | Chur Bus und Engadin Bus führt eine neue Generation von ÖV-Fahrausweisen ein – das ist Venda. An den VendaAutomaten in den Bussen oder an ausgewählten Haltestellen können Tickets für Graubünden bargeldlos, elektronisch gelöst werden. Das neue Ticket-Verkaufssystem ist ein Bündner Gemeinschaftsprojekt der Transportunternehmungen Chur Bus, PostAuto, Rhätische Bahn, Verkehrsbetrieb Davos, Engadin Bus und Ortsbus St. Moritz. |